# Novembre 16
 (juillet 2019).
Si vous disposez d'ouvrages ou d'articles de référence ou si vous connaissez des sites web de qualité traitant du thème abordé ici, merci de compléter l'article en donnant les références utiles à sa vérifiabilité et en les liant à la section « Notes et références ».
Novembre 16 ou Novembre seize (russe : Октябрь Шестнадцатого) est un roman historique d'Alexandre Soljenitsyne rédigé  entre 1971 et 1979, et publié en français en 1985. 
Novembre seize forme le « deuxième nœud » de la saga La Roue rouge, dans laquelle l'auteur interroge les événements qui ont conduit à la Révolution russe de 1917 et découpe son récit en « segments de durée ». Ce deuxième nœud s'inscrit dans la suite d’Août 14 (le premier nœud), et avant Mars 17. 

## Le roman
Pour un article plus général, voir La Roue rouge.
Novembre seize est un long roman de plus de 1000 pages. Il est complété par des cartes de la Russie et un index des noms des personnages et des lieux. Il compte 75 chapitres, soigneusement résumés par l'auteur dans la table des matières. Le propos de Soljenitsyne n'est pas simplement de dérouler une intrigue romanesque à l'époque de la Révolution russe, c'est la Russie qui est le principal personnage de l'intrigue. La documentation est extrêmement sérieuse.
Novembre seize ne s'attache pas à un événement en particulier, mais à une série de faits de peu d'importance pris séparément, mais qui prennent sens mis bout à bout. Le récit se déroule du 14 octobre 1916 (27 octobre dans le calendrier grégorien) au 4 novembre 1916 (17 novembre dans le calendrier grégorien).
C'est en 1975, alors en exil à Zurich, que Soljenitsyne a rédigé les chapitres sur Lénine.

## Résumé
Sur le front russe, tout semble figé. Allemands et Russes se bombardent de temps en temps, mais il n'y aura pas de grande offensive militaire avant l'année suivante. L'officier Lajenitsyne, qui sert sur le front ouest, près de Baranovitchi, connaît le petit train-train quotidien. Il veille au bien-être de ses hommes, planifie les coups de main, prend des nouvelles de la capitale.
À l'arrière, à Moscou et à Petrograd, les Russes discutent de l'inutilité de la guerre, de l'incompétence croissante du gouvernement. En permission, le colonel Vorotyntsev se rend à Petrograd afin de prendre le pouls de certains députés de la Douma, dont Alexandre Goutchkov et André Chingariov. Chingariov, du parti cadet, prévoit une révolution si le gouvernement persiste à ne pas écouter le peuple. Selon lui, la Douma est une soupape qui permet de l'empêcher, mais cela ne pourrait durer éternellement. Il ne s'entend cependant pas avec Vorotyntsev sur la guerre. Le colonel voudrait la voir se terminer au plus vite tandis que Chingariov désire une victoire.
C'est chez Chingariov que Vorotyntsev fait la connaissance d'Olda Andozerskaïa, un professeur d'histoire de Petrograd, qui plaide pour la monarchie. Attiré par elle, il l'appelle le lendemain et va passer quelque temps chez elle. Il n'est cependant pas toujours d'accord avec son opinion politique.
Puis il rencontre Goutchkov dans un restaurant de Petrograd. Le leader du parti octobriste (parti du centre droit) considère que l'État est incapable de gouverner. Monarchiste avant tout, il veut sauver la monarchie en obligeant Nicolas II à abdiquer en faveur de son fils ou de son frère. Il suffirait de le prendre tout seul dans son train sans sa femme et de le persuader de renoncer au trône. Goutchkov est sûr qu'il réussirait ce tour de force.
Le livre décrit également du quotidien de plusieurs personnages : l'officier Lajenitsyne s'occupe de ses hommes sur le front et reçoit la visite de son ami Kotia qu'il a connu à l'université; le soldat Arsène Blagodariov, que Vorotyntsev avait connu en Prusse-Orientale en août 1914, obtient une permission qu'il va passer chez ses parents à Kamenka, où il retrouve sa femme et ses enfants; Pierre Obodovski, ingénieur, tente de persuader des ouvriers d'usine de Petrograd de faire des heures supplémentaires pour mettre en chantier une nouvelle sorte de canon plus performant; Romain Tomtchak, propriétaire terrien du Caucase, est en opposition avec son père pour ce qui est de la façon de conduire les opérations sur la terre.
L'auteur décrit également des personnages historiques. Installé à Zurich, Lénine achève sa rédaction de L'Impérialisme, stade suprême du capitalisme, songe avec dérision à ses compagnons bolcheviks (Grigori Zinoviev, Karl Radek, Gueorgui Piatakov) et désespère de voir un jour naître une révolution en Russie. Il se rappelle également du plan proposé par Alexandre Parvus (déclencher la révolution en Russie en prenant appui sur une alliance allemande) et ne regrette pas de l'avoir refusé. À Petrograd, le bolchevik Alexandre Chliapnikov vit en clandestin et tente de lancer des grèves dans les usines. À Tsarskoïe Selo, en l'absence de son mari installé à la Stavka depuis 1915, l'impératrice Alexandra Fiodorovna tente de gouverner avec l'aide de Raspoutine, en qui elle a une confiance aveugle.
Le livre compte également plusieurs chapitres sur l'évolution de la politique intérieure de l'Empire russe depuis la Révolution russe de 1905.

## Personnages principaux
À la fin de l'ouvrage, Soljénitsyne donne un index exhaustif de tous les personnages du roman.

### Personnages fictifs
- Alexandre Lajenitsyne : sous-lieutenant de l'armée russe. Il occupe une position près de Baranovitchi.
- Arsène Blagodariov : artilleur sur le front ouest. Soldat au service de Lajenitsyne.
- Alice Vorotyntsev : femme du colonel Georges Vorotyntsev. Pianiste de formation, elle vit à Moscou et n'a pas une heureuse vie de couple. Organise des «concerts volants» à Moscou pendant la guerre.
- Georges Vorotyntsev : colonel dans l'armée russe. À la suite du scandale de la Stavka (voir Août quatorze), il a été muté à la tête d'un régiment qui combat en Roumanie en 1916.
- Fiodor Kovyniov : originaire de Tambov. Compagnon de voyage de Vorotyntsev durant le voyage Moscou-Petrograd en train. Il a été membre de la Première Douma en 1906. A vécu une relation extra-conjugale avec Zina Altinskaïa.
- Vera Vorotyntseva : sœur du colonel Vorotyntsev. Vit à Petrograd où elle travaille à la Bibliothèque publique.
- Olda Andozerskaïa : professeur d'histoire du Moyen Âge occidental à Petrograd. Fait rare dans les milieux cultivés, elle soutient l'autocratie. Amie intime du colonel Vorotyntsev.
- Pierre Obodovski : ancien anarchiste devenu ingénieur. Il se reconvertit dans l'artillerie pendant la guerre et fonde un comité technique militaire.
- Romain Tomtchak : propriétaire terrien dans le Caucase. Lui et son père Zacharie ne sont pas toujours d'accord sur la façon de conduire la propriété.

### Personnages réels
- Lénine : il est alors en émigration à Zurich, ce qui ne l'empêche pas de comploter contre les gouvernements « bourgeois » en général et contre le régime tsariste en particulier.
- André Chingariov : un des leaders du parti cadet membre de la Douma. Président de la commission militaire de la Douma.
- Alexandre Goutchkov : ancien président de la Douma en 1910-1911. Président du comité panrusse des industries de guerre.
- Alexandre Svetchine : général de la Stavka, ami de Vorotyntsev.
- Alexandre Chliapnikov : chef bolchevik. En novembre 1916, il est le seul dirigeant de ce parti à Petrograd.
- Alexandra Fiodorovna : impératrice de Russie.

## Édition française
- Alexandre Soljenitsyne, La Roue rouge, deuxième nœud : Novembre seize, Paris, Fayard/Seuil, 1985, 1084 p. (ISBN 978-2213014005)